# Uwroć
Uwroć (Tillaea L.) – rodzaj roślin wyróżniany w niektórych ujęciach systematycznych w obrębie rodziny gruboszowatych (Crassulaceae). Rośliny tu zaliczane okazały się być zagnieżdżone w obrębie rodzaju grubosz Crassula i ostatecznie tam zostały zaliczone. 
Do rodzaju tego zaliczano kilkadziesiąt gatunków występujących na niemal całym świecie (w zachodniej części Ameryki Północnej, Ameryce Południowej, Afryce, Europie, Australii i Nowej Zelandii), z centrum zróżnicowania w Australii (ok. 28 gatunków) i na Nowej Zelandii (ok. 10 gatunków). Do przedstawicieli polskiej flory tu zaliczanych należy grubosz wodny, zwany ze względu na dawne ujęcie także uwrocią wodną.
Do rodzaju zaliczano gatunki roślin jednorocznych, wodnych lub nadwodnych.

## Systematyka
Rodzaj długi czas miał niejasną pozycję – w zależności od ujęcia bywał wyodrębniany lub włączany do rodzaju grubosz Crassula. Ostatecznie rozstrzygnęły badania molekularne, które wykazały, że ani wyodrębniane gatunki nie tworzą taksonu monofiletycznego, ani nie są siostrzane względem Crassula, a wręcz są zagnieżdżone w różnych liniach rozwojowych tego rodzaju. W efekcie rodzaj we współczesnych systemach nie jest wyróżniany.